# Бомон-Аг
Бомо́н-Аг, Бомон-Аґ (фр. Beaumont-Hague) — колишній муніципалітет у Франції, у регіоні Нормандія, департамент Манш. Населення — 1491 осіб (2011).
Муніципалітет був розташований на відстані близько 320 км на захід від Парижа, 120 км на північний захід від Кана, 85 км на північний захід від Сен-Ло.

## Історія
До 2015 року муніципалітет перебував у складі регіону Нижня Нормандія. Від 1 січня 2016 року належав до нового об'єднаного регіону Нормандія.
1 січня 2017 року Бомон-Аг, Аквіль, Одервіль, Бівіль, Бранвіль-Аг, Дігюльвіль, Екюльвіль, Флоттманвіль-Аг, Гревіль-Аг, Еркевіль, Жобур, Омонвіль-ла-Петіт, Омонвіль-ла-Рог, Сент-Круа-Аг, Сен-Жермен-де-Во, Тонневіль, Юрвіль-Накевіль, Ватвіль i Вовіль було об'єднано в новий муніципалітет Ла-Аг.

## Демографія
Динаміка населення (Cassini і INSEE ):
Розподіл населення за віком та статтю (2006):
| Стать | Всього | До 15 років | 15-24 | 25-44 | 45-64 | 65-85 | Понад 85 |
| --- | ------ | ----------- | ----- | ----- | ----- | ----- | -------- |
| Чоловіки | 632    | 184         | 60    | 188   | 128   | 72    | 0        |
| Жінки | 692    | 148         | 132   | 212   | 120   | 60    | 20       |
| \| Статево-вікова піраміда \| Статево-вікова піраміда \| Статево-вікова піраміда \| \| ----------------------- \| ----------------------- \| ----------------------- \| \| Чоловіки \| Вік \| Жінки \| \| 0 \| 85 + \| 20 \| \| 8 \| 80-84 \| 12 \| \| 8 \| 75-79 \| 16 \| \| 36 \| 70-74 \| 16 \| \| 20 \| 65-69 \| 16 \| \| 32 \| 60-64 \| 36 \| \| 8 \| 55-59 \| 28 \| \| 44 \| 50-54 \| 36 \| \| 44 \| 45-49 \| 20 \| \| 48 \| 40-44 \| 52 \| \| 48 \| 35-39 \| 56 \| \| 48 \| 30-34 \| 60 \| \| 44 \| 25-29 \| 44 \| \| 12 \| 20-24 \| 64 \| \| 48 \| 15-20 \| 68 \| \| 60 \| 10-14 \| 60 \| \| 68 \| 5-9 \| 48 \| \| 56 \| 0-4 \| 40 \| |        |             |       |       |       |       |          |
| Статево-вікова піраміда |        |             |       |       |       |       |          |
| Чоловіки | Вік    | Жінки       |       |       |       |       |          |
| 0 | 85 +   | 20          |       |       |       |       |          |
| 8 | 80-84  | 12          |       |       |       |       |          |
| 8 | 75-79  | 16          |       |       |       |       |          |
| 36 | 70-74  | 16          |       |       |       |       |          |
| 20 | 65-69  | 16          |       |       |       |       |          |
| 32 | 60-64  | 36          |       |       |       |       |          |
| 8 | 55-59  | 28          |       |       |       |       |          |
| 44 | 50-54  | 36          |       |       |       |       |          |
| 44 | 45-49  | 20          |       |       |       |       |          |
| 48 | 40-44  | 52          |       |       |       |       |          |
| 48 | 35-39  | 56          |       |       |       |       |          |
| 48 | 30-34  | 60          |       |       |       |       |          |
| 44 | 25-29  | 44          |       |       |       |       |          |
| 12 | 20-24  | 64          |       |       |       |       |          |
| 48 | 15-20  | 68          |       |       |       |       |          |
| 60 | 10-14  | 60          |       |       |       |       |          |
| 68 | 5-9    | 48          |       |       |       |       |          |
| 56 | 0-4    | 40          |       |       |       |       |          |

## Економіка
2010 року серед 982 осіб працездатного віку (15—64 років) 734 були активними, 248 — неактивними (показник активності 74,7%, у 1999 році було 70,9%). З 734 активних мешканців працювало 645 осіб (371 чоловік та 274 жінки), безробітними було 89 (40 чоловіків та 49 жінок). Серед 248 неактивних 76 осіб було учнями чи студентами, 60 — пенсіонерами, 112 були неактивними з інших причин.

У 2010 році в муніципалітеті числилось 554 оподатковані домогосподарства, у яких проживали 1419,0 особи, медіана доходів виносила 15 607 євро на одного особоспоживача